# Carex liparocarpos
Carex liparocarpos là một loài thực vật có hoa trong họ Cói. Loài này được Gaudin mô tả khoa học đầu tiên năm 1804.